# Leul și cârnatul
Leul și cârnatul, un birt de mâna a doua, a fost unul din cele mai frecventate localuri din București în perioada antebelică și interbelică. Localul era situat pe Strada 11 iunie.
Aici se putea servi un prânz îndestulător la prețuri foarte convenabile, fiind un local accesibil tuturor, nu unul de lux precum Casa Capșa. Constantin Bacalbașa notează în volumul II din Bucureștii de altădată prețurile practicate în acest local la 1880: o fleică era 40 de bani, cârnați patricieni - 40 de bani bucata, un cârnat mititel - 10 bani, o vrăbioară - 80 de bani. Vânatul și preparatele din pește și pasăre erau peste 80 de bani. Diverse sortimente de vinuri puteau fi servite la prețuri începând de la 60 de bani litrul până la 2 lei, iar vadra de bere costa 6 lei.
Localul era vestit pentru cârnații cu pieliță.

## Mențiuni literare
Restaurantul „Leul și cârnatul” este menționat în romanul 1916 (1936) al lui F. Aderca. Sosit la București după luna de miere petrecută în străinătate și, dezorientat ideologic, colonelul Costache Ursu cunoaște câțiva membri ai unei mișcări politice naționaliste și antisemite (conduse de „pandurul” Ion Tunsu) și chefuiește cu aceștia în prima noapte la „Leul și cârnatul”, plătind toată nota consumației.